# Élections législatives de 1885 en Ille-et-Vilaine
Les élections législatives en Ille-et-Vilaine ont lieu les dimanches 4 octobre 1885 et 18 octobre 1885. Elles ont pour but d'élire les 9 députés représentant le département à la Chambre des députés pour un mandat de quatre années.

## Élections partielles durant le précédent mandat

### Fougères (29 janvier 1882)
- L'élection de Pierre-Marie Frain de La Villegontier (Légitimiste) en aout 1881 est invalidée par la Chambre des députés.
- Cette élection est également annulée, la commission de recensement se basant sur le chiffre faux de 18 255 exprimés, a proclamé Augustin Riban élu dès le premier tour.

| Candidats      | Candidats                                 | Étiquette      | Premier tour | Premier tour |
| Candidats      | Candidats                                 | Étiquette      | Voix         | %            |
| -------------- | ----------------------------------------- | -------------- | ------------ | ------------ |
|                | Augustin Riban                            | Centre gauche  | 9 129        | 49,98        |
|                | Pierre-Marie Frain de La Villegontier (*) | Légitimiste    | 9 113        | 49,89        |
|                |                                           |                |              |              |
| Inscrits       | Inscrits                                  | Inscrits       | 22 116       | 100,00       |
| Votants        | Votants                                   | Votants        | 18 347       | 82,96        |
| Abstention     | Abstention                                | Abstention     | 3 769        | 17,04        |
| Blancs et nuls | Blancs et nuls                            | Blancs et nuls | 82           | 0,45         |
| Exprimés       | Exprimés                                  | Exprimés       | 18 265       | 99,55        |

### Fougères (30 avril 1882)
- L'élection d'Augustin Riban (Centre gauche) en janvier 1882 est invalidée par la Chambre des députés.
- Il ne se représente pas à cette partielle.

| Candidats      | Candidats                             | Étiquette      | Premier tour | Premier tour |
| Candidats      | Candidats                             | Étiquette      | Voix         | %            |
| -------------- | ------------------------------------- | -------------- | ------------ | ------------ |
|                | Ferdinand Baston de La Riboisière     | Centre gauche  | 12 038       | 64,40        |
|                | Pierre-Marie Frain de La Villegontier | Légitimiste    | 6 791        | 35,53        |
|                |                                       |                |              |              |
| Inscrits       | Inscrits                              | Inscrits       | 22 836       | 100,00       |
| Votants        | Votants                               | Votants        | 19 153       | 83,87        |
| Abstention     | Abstention                            | Abstention     | 3 683        | 16,13        |
| Blancs et nuls | Blancs et nuls                        | Blancs et nuls | 40           | 0,21         |
| Exprimés       | Exprimés                              | Exprimés       | 19 113       | 99,79        |

## Députés sortants
| Députés | Députés                           | Parti              | Fonctions lors de l'élection en 1885                                                                                      |
| ------- | --------------------------------- | ------------------ | --- |
|         | Félix Martin-Feuillée             | Union républicaine | Ministre de la Justice du Gouvernement Jules Ferry (2). Président du Conseil général, conseiller de Châteaugiron. Avocat. |
|         | Pierre Waldeck-Rousseau           | Union républicaine | Ministre de l'Intérieur du Gouvernement Jules Ferry (2). Avocat.                                                          |
|         | Auguste Hovius                    | Union républicaine | Conseiller général et maire de Saint-Malo. Président de la Chambre de commerce, Armateur.                                 |
|         | Eugène Durand                     | Union démocratique | Conseiller général de Tinténiac. Avocat, Professeur de Droit.                                                             |
|         | René Brice                        | Centre gauche      | Conseiller général du Sel-de-Bretagne. Avocat.                                                                            |
|         | Eugène Pinault                    | Centre gauche      | Conseiller général de Rennes-Nord-Ouest. Patron de Tannerie.                                                              |
|         | Ferdinand Baston de La Riboisière | Centre gauche      | Conseiller général de et maire de Louvigné-du-Désert. Propriétaire agricole, châtelain du Château de Monthorin.           |
|         | Olivier Le Gonidec de Traissan *  | Légitimiste        | Pas d'autre mandat. Propriétaire agricole.                                                                                |

## Mode de scrutin
Le mode de scrutin des élections législatives a été changé par le gouvernement de Jules Ferry (loi du 16 juin 1885) : un vote de liste à la majorité à deux tours est utilisé.
Le nombre de députés à élire par département est déterminé par le nombre d'habitants (article 2) : 70 000 habitants (étrangers non-compris) amènent un député. Cette disposition est atténuée car il est dit que « néanmoins, il sera tenu compte de toute fraction inférieure à soixante-dix mille » et que chaque département élit au moins trois députés (article 3). Le nombre de députés par département est déterminé par un tableau annexé à la loi, qui a un caractère législatif.
- Au premier tour, pour être élu, il faut avoir la majorité absolue et réunir un nombre de suffrages égal au quart des électeurs inscrits dans la circonscription (article 5).
- Au deuxième tour, il suffit de la majorité relative.

## Listes candidates
| N° | Candidats | Candidats                           | Parti              | Principales fonctions |
| -- | --------- | ----------------------------------- | ------------------ | --- |
| 01 |           | Ferdinand Baston de La Riboisière * | Centre gauche      | Conseiller général de et maire de Louvigné-du-Désert. Propriétaire agricole, châtelain du Château de Monthorin.           |
| 02 |           | René Brice *                        | Centre gauche      | Conseiller général du Sel-de-Bretagne. Avocat.                                                                            |
| 03 |           | Eugène Durand *                     | Union démocratique | Conseiller général de Tinténiac. Avocat, Professeur de Droit.                                                             |
| 04 |           | Auguste Hovius *                    | Union républicaine | Conseiller général et maire de Saint-Malo. Président de la Chambre de commerce, Armateur.                                 |
| 05 |           | Jean-Baptiste Lelièvre              | Gauche radicale    | Conseiller général et maire de Pipriac. Officier de santé.                                                                |
| 06 |           | Félix Martin-Feuillée *             | Union républicaine | Ministre de la Justice du Gouvernement Jules Ferry (2). Président du Conseil général, conseiller de Châteaugiron. Avocat. |
| 07 |           | Eugène Pinault *                    | Centre gauche      | Conseiller général de Rennes-Nord-Ouest. Patron de Tannerie.                                                              |
| 08 |           | Émile Récipon                       | Union républicaine | Conseiller général de Grand-Fougeray, maire de Laillé. Ancien Patron de Tannerie, Propriétaire agricole.                  |
| 09 |           | Pierre Waldeck-Rousseau *           | Union républicaine | Ministre de l'Intérieur du Gouvernement Jules Ferry (2). Avocat.                                                          |

| N° | Candidats | Candidats                             | Parti         | Principales fonctions |
| -- | --------- | ------------------------------------- | ------------- | --- |
| 01 |           | Pierre-Marie Frain de La Villegontier | Réactionnaire | Ancien député, conseiller général de Fougères-Nord, maire de Parigné. Propriétaire agricole.                                          |
| 02 |           | Olivier Le Gonidec de Traissan *      | Réactionnaire | Pas d'autre mandat. Propriétaire agricole.                                                                                            |
| 03 |           | Charles Émile La Chambre              | Réactionnaire | Pas d'autre mandat. Armateur, Banquier, Propriétaire agricole.                                                                        |
| 04 |           | François Barbotin                     | Réactionnaire | Conseiller d'arrondissement et maire de Maure-de-Bretagne. Docteur de Droit, Propriétaire agricole, châtelain du Château de Penhouët. |
| 05 |           | Camille Fleuriot de Langle            | Réactionnaire | Pas d'autre mandat. Contre-amiral, Propriétaire agricole.                                                                             |
| 06 |           | Armand Porteu de la Morandière        | Réactionnaire | Ancien Préfet, conseiller d'arrondissement de Montauban-de-Bretagne, maire de Talensac. Directeur de filature, Propriétaire agricole. |
| 07 |           | Emmanuel de Kergariou                 | Réactionnaire | Ancien Zouave pontifical. Propriétaire agricole.                                                                                      |
| 08 |           | Louis Charles Estancelin              | Réactionnaire | Ancien député. Secrétaire d'ambassade, Propriétaire agricole.                                                                         |
| 09 |           | Paul Carron de La Carrière            | Réactionnaire | Conseiller général de Janzé. Propriétaire agricole.                                                                                   |

## Résultats
| Candidat et groupe politique | Candidat et groupe politique          | Candidat et groupe politique | Premier tour | Premier tour | Deuxième tour | Deuxième tour |
| Candidat et groupe politique | Candidat et groupe politique          | Candidat et groupe politique | Voix         | %            | Voix          | %             |
| ---------------------------- | ------------------------------------- | ---------------------------- | ------------ | ------------ | ------------- | ------------- |
|                              | Ferdinand Baston de La Riboisière *   | Centre gauche                | 62 282       | 50,74        |               |               |
|                              | René Brice *                          | Centre gauche                | 62 089       | 50,51        |               |               |
|                              | Eugène Pinault *                      | Centre gauche                | 61 996       | 50,49        |               |               |
|                              | Eugène Durand *                       | Union démocratique           | 61 706       | 50,26        |               |               |
|                              | Auguste Hovius *                      | Union républicaine           | 61 201       | 49,79        | 64 229        | 51,62         |
|                              | Émile Récipon                         | Union républicaine           | 61 199       | 49,79        | 64 080        | 51,50         |
|                              | Félix Martin-Feuillée *               | Union républicaine           | 61 160       | 49,75        | 63 963        | 51,41         |
|                              | Jean-Baptiste Lelièvre                | Gauche radicale              | 60 978       | 49,61        | 63 889        | 51,35         |
|                              | Pierre Waldeck-Rousseau *             | Union républicaine           | 60 702       | 49,38        | 63 671        | 51,17         |
|                              |                                       |                              |              |              |               |               |
|                              | Pierre-Marie Frain de La Villegontier | Réactionnaire                | 60 415       | 49,15        | 59 621        | 47,92         |
|                              | Olivier Le Gonidec de Traissan *      | Réactionnaire                | 60 255       | 49,02        | 59 335        | 47,70         |
|                              | Charles Émile La Chambre              | Réactionnaire                | 60 215       | 48,98        | 59 336        | 47,69         |
|                              | François Barbotin                     | Réactionnaire                | 60 148       | 48,93        | 59 594        | 47,89         |
|                              | Camille Fleuriot de Langle            | Réactionnaire                | 60 120       | 48,91        |               |               |
|                              | Paul Carron de La Carrière            | Réactionnaire                | 60 088       | 48,88        | 59 432        | 47,76         |
|                              | Armand Porteu de la Morandière        | Réactionnaire                | 59 883       | 48,71        |               |               |
|                              | Emmanuel de Kergariou                 | Réactionnaire                | 59 828       | 48,67        |               |               |
|                              | Louis Charles Estancelin              | Réactionnaire                | 59 780       | 48,63        |               |               |
|                              |                                       |                              |              |              |               |               |
| Inscrits                     | Inscrits                              | Inscrits                     | 153 125      | 100,00       | 153 125       | 100,00        |
| Votants                      | Votants                               | Votants                      | 123 294      | 80,52        | 124 696       | 81,53         |
| Abstention                   | Abstention                            | Abstention                   | 29 831       | 19,48        | 28 429        | 18,47         |
| Blancs et nuls               | Blancs et nuls                        | Blancs et nuls               | 367          | 0,30         | 268           | 0,21          |
| Exprimés                     | Exprimés                              | Exprimés                     | 122 927      | 99,70        | 124 428       | 99,79         |

## Députés élus
| Députés | Députés                             | Parti              | Fonctions lors de l'élection en 1885                                                                                      |
| ------- | ----------------------------------- | ------------------ | --- |
|         | Jean-Baptiste Lelièvre              | Gauche radicale    | Conseiller général et maire de Pipriac. Officier de santé.                                                                |
|         | Pierre Waldeck-Rousseau *           | Union républicaine | Ministre de l'Intérieur du Gouvernement Jules Ferry (2). Avocat.                                                          |
|         | Auguste Hovius *                    | Union républicaine | Conseiller général et maire de Saint-Malo. Président de la Chambre de commerce, Armateur.                                 |
|         | Félix Martin-Feuillée *             | Union républicaine | Ministre de la Justice du Gouvernement Jules Ferry (2). Président du Conseil général, conseiller de Châteaugiron. Avocat. |
|         | Émile Récipon                       | Union républicaine | Conseiller général de Grand-Fougeray, maire de Laillé. Ancien Patron de Tannerie, Propriétaire agricole.                  |
|         | Eugène Durand *                     | Union démocratique | Conseiller général de Tinténiac. Avocat, Professeur de Droit.                                                             |
|         | René Brice *                        | Centre gauche      | Conseiller général du Sel-de-Bretagne. Avocat.                                                                            |
|         | Eugène Pinault *                    | Centre gauche      | Conseiller général de Rennes-Nord-Ouest. Patron de Tannerie.                                                              |
|         | Ferdinand Baston de La Riboisière * | Centre gauche      | Conseiller général de et maire de Louvigné-du-Désert. Propriétaire agricole, châtelain du Château de Monthorin.           |